# 斯捷帕尼夫卡 (茲多爾布尼夫區)
50°30′42″N 26°21′1″E / 50.51167°N 26.35028°E
斯捷帕尼夫卡（烏克蘭語：Степанівка），是烏克蘭西北部的村莊，隸屬里夫內州的里夫內區。該村面積8.12平方公里，海拔高度259米，2001年人口211，人口密度每平方公里26人。